# American Hockey League 2005/2006
American Hockey League 2005/2006 slutade med att Hershey Bears vann Calder Cup, efter vinst med 4-2 i matcher mot Milwaukee Admirals i finalserien.

## Slutställning
Note: GP = spelade matcher; W = vinster; L = förluster; OTL = övertidsförluser; SL = straffläggningsförluster; GF = gjorda mål; GA = insläppta mål; PTS = poäng; (Lag) = Klubben är framarlag till Lag
Eastern Conference
| Atlantic Division                          | GP | W  | L  | OTL | SL | PTS | GF  | GA  |
| ------------------------------------------ | -- | -- | -- | --- | -- | --- | --- | --- |
| Portland Pirates (Anaheim Ducks)           | 80 | 53 | 19 | 5   | 3  | 114 | 306 | 241 |
| Hartford Wolf Pack (New York Rangers)      | 80 | 48 | 24 | 2   | 6  | 104 | 292 | 241 |
| Manchester Monarchs (Los Angeles Kings)    | 80 | 43 | 30 | 3   | 4  | 93  | 236 | 230 |
| Providence Bruins (Boston Bruins)          | 80 | 43 | 31 | 1   | 5  | 92  | 254 | 217 |
| Lowell Lock Monsters (Carolina Hurricanes) | 80 | 29 | 37 | 6   | 8  | 72  | 222 | 257 |
| Springfield Falcons (Tampa Bay Lightning)  | 80 | 28 | 43 | 3   | 6  | 65  | 220 | 312 |
| Albany River Rats (New Jersey Devils)      | 80 | 25 | 48 | 4   | 3  | 57  | 206 | 278 |

| East Division                                        | GP | W  | L  | OTL | SL | PTS | GF  | GA  |
| ---------------------------------------------------- | -- | -- | -- | --- | -- | --- | --- | --- |
| Wilkes-Barre/Scranton Penguins (Pittsburgh Penguins) | 80 | 51 | 18 | 5   | 6  | 113 | 249 | 178 |
| Hershey Bears (Washington Capitals)                  | 80 | 44 | 21 | 5   | 10 | 103 | 262 | 234 |
| Norfolk Admirals (Chicago Blackhawks)                | 80 | 43 | 29 | 4   | 4  | 94  | 259 | 246 |
| Bridgeport Sound Tigers (New York Islanders)         | 80 | 38 | 33 | 6   | 3  | 85  | 246 | 253 |
| Binghamton Senators (Ottawa Senators)                | 80 | 35 | 37 | 4   | 4  | 78  | 258 | 295 |
| Philadelphia Phantoms (Philadelphia Flyers)          | 80 | 34 | 37 | 2   | 7  | 77  | 197 | 232 |

Western Conference
| North Division                             | GP | W  | L  | OTL | SL | PTS | GF  | GA  |
| ------------------------------------------ | -- | -- | -- | --- | -- | --- | --- | --- |
| Grand Rapids Griffins (Detroit Red Wings)  | 80 | 55 | 20 | 1   | 4  | 115 | 323 | 247 |
| Syracuse Crunch (Columbus Blue Jackets)    | 80 | 47 | 25 | 5   | 3  | 102 | 272 | 251 |
| Manitoba Moose (Vancouver Canucks)         | 80 | 44 | 24 | 7   | 5  | 100 | 243 | 217 |
| Toronto Marlies (Toronto Maple Leafs)      | 80 | 41 | 29 | 6   | 4  | 92  | 270 | 263 |
| Rochester Americans (Buffalo Sabres)       | 80 | 37 | 39 | 2   | 2  | 78  | 261 | 270 |
| Hamilton Bulldogs (Montreal Canadiens/Edm) | 80 | 35 | 41 | 0   | 4  | 74  | 225 | 251 |
| Cleveland Barons (San Jose Sharks)         | 80 | 27 | 48 | 2   | 3  | 59  | 210 | 302 |

| West Division                             | GP | W  | L  | OTL | SL | PTS | GF  | GA  |
| ----------------------------------------- | -- | -- | -- | --- | -- | --- | --- | --- |
| Milwaukee Admirals (Nashville Predators)  | 80 | 49 | 21 | 6   | 4  | 108 | 268 | 234 |
| Houston Aeros (Minnesota Wild)            | 80 | 50 | 24 | 3   | 3  | 106 | 285 | 242 |
| Peoria Rivermen (St. Louis Blues)         | 80 | 46 | 26 | 3   | 5  | 100 | 253 | 226 |
| Iowa Stars (Dallas Stars)                 | 80 | 41 | 31 | 1   | 7  | 90  | 238 | 228 |
| Chicago Wolves (Atlanta Thrashers)        | 80 | 36 | 32 | 4   | 8  | 84  | 278 | 275 |
| Omaha Ak-Sar-Ben Knights (Calgary Flames) | 80 | 35 | 31 | 3   | 11 | 84  | 206 | 221 |
| San Antonio Rampage (Phoenix Coyotes)     | 80 | 23 | 50 | 3   | 4  | 53  | 153 | 251 |

## Poängliga
Note: GP = Spelade matcher; G = mål; A = assist; Pts = poäng; PIM = utvisningsminuter
| Player             | Team                  | GP | G  | A  | Pts | PIM |
| ------------------ | --------------------- | -- | -- | -- | --- | --- |
| Kirby Law          | Houston Aeros         | 80 | 43 | 67 | 110 | 95  |
| Erik Westrum       | Houston Aeros         | 71 | 34 | 64 | 98  | 138 |
| Jiri Hudler        | Grand Rapids Griffins | 76 | 36 | 60 | 96  | 56  |
| Patrick O'Sullivan | Houston Aeros         | 78 | 47 | 46 | 93  | 64  |
| Darren Haydar      | Milwaukee Admirals    | 80 | 35 | 57 | 92  | 50  |
| Denis Hamel        | Binghamton Senators   | 77 | 56 | 35 | 91  | 65  |
| Donald MacLean     | Grand Rapids Griffins | 76 | 56 | 32 | 88  | 63  |
| Brad Smyth         | Hartford Wolf Pack    | 80 | 34 | 52 | 86  | 69  |
| Ryan Shannon       | Portland Pirates      | 71 | 27 | 59 | 86  | 44  |
| Keith Aucoin       | Lowell Lock Monsters  | 72 | 29 | 56 | 85  | 68  |

## Målvaktsligan
Note: GP = spelade matcher; Mins = spelade minuter; W = vinster; L = förluster: OTL = övertidsförluster; SL = straffläggningsförluster; GA = insläppta mål; SO = nollor; GAA = insläppta mål i genomsnitt
| Player        | Team                           | GP | Mins | W  | L  | SL | GA  | SO | GAA  | Sv%   |
| ------------- | ------------------------------ | -- | ---- | -- | -- | -- | --- | -- | ---- | ----- |
| Dany Sabourin | Wilkes-Barre/Scranton Penguins | 49 | 2943 | 30 | 14 | 4  | 111 | 4  | 2.26 | 0.922 |
| Wade Flaherty | Manitoba Moose                 | 49 | 2822 | 26 | 17 | 4  | 113 | 6  | 2.40 | 0.919 |
| Brent Krahn   | Omaha Ak-Sar-Ben Knights       | 57 | 3241 | 26 | 20 | 9  | 135 | 3  | 2.50 | 0.912 |
| Mike Smith    | Iowa Stars                     | 50 | 3000 | 25 | 19 | 6  | 125 | 3  | 2.50 | 0.917 |
| Martin Houle  | Philadelphia Phantoms          | 40 | 2153 | 18 | 18 | 1  | 91  | 2  | 2.54 | 0.914 |

### Fotnoter
1. ↑  Jason Menard (22 juni 2006). ”Hershey Bears win 2006 Calder Cup” (på engelska). Hockey's Future. http://www.hockeysfuture.com/articles/8898/hershey_bears_win2006_calder_cup/. Läst 10 mars 2018.